# Scènes des massacres de Scio
Scènes des massacres de Scio (titre complet Scènes des massacres de Scio : familles grecques attendant la mort ou l'esclavage) est un tableau représentatif du courant pictural romantique, peint par Eugène Delacroix en 1824.

## Description
Ce tableau représente les massacres perpétrés à Chios en avril 1822 par les Ottomans lors de la guerre d'indépendance grecque.
Sur ce tableau, l'élément perturbateur principal lors de son observation consiste en l'inversion des rôles figuratifs vainqueurs/vaincus. En effet, les Grecs jouissaient pendant le siècle des Lumières de l'aura de leur savoir démocratique antique, redécouvert depuis peu : ils étaient ainsi considérés communément comme civilisés, proches des Européens.
Or, ici, ils suscitent la pitié : pas de héros grecs se défendant vaillamment contre les troupes ottomanes, seulement quelques rares habitants qui tentent de se défendre et faire face a l'ennemi. De la même manière, le cavalier ottoman à la droite du tableau surplombe toute la scène et adopte une posture héroïque.
Mais il est possible de comprendre que Delacroix cherche non pas à célébrer la résistance et l'héroïsme de quelques résistants, mais plutôt la bravoure de ce peuple victime tout entier.
Ayant achevé sa toile, certains historiens de l'art considèrent que Delacroix a retouché le fond de sa toile après avoir vu trois tableaux du peintre anglais John Constable exposés chez un marchand d'art à Paris, La Charrette de foin, Canal en Angleterre et Vue de Hampstead. A l'occasion de la restauration du tableau, menée d'octobre 2019 à janvier 2020, quasiment « aucun repeint ultérieur ne la recouvre, ce qui remet en cause la croyance selon laquelle l'artiste aurait retouché son tableau en 1847 ».

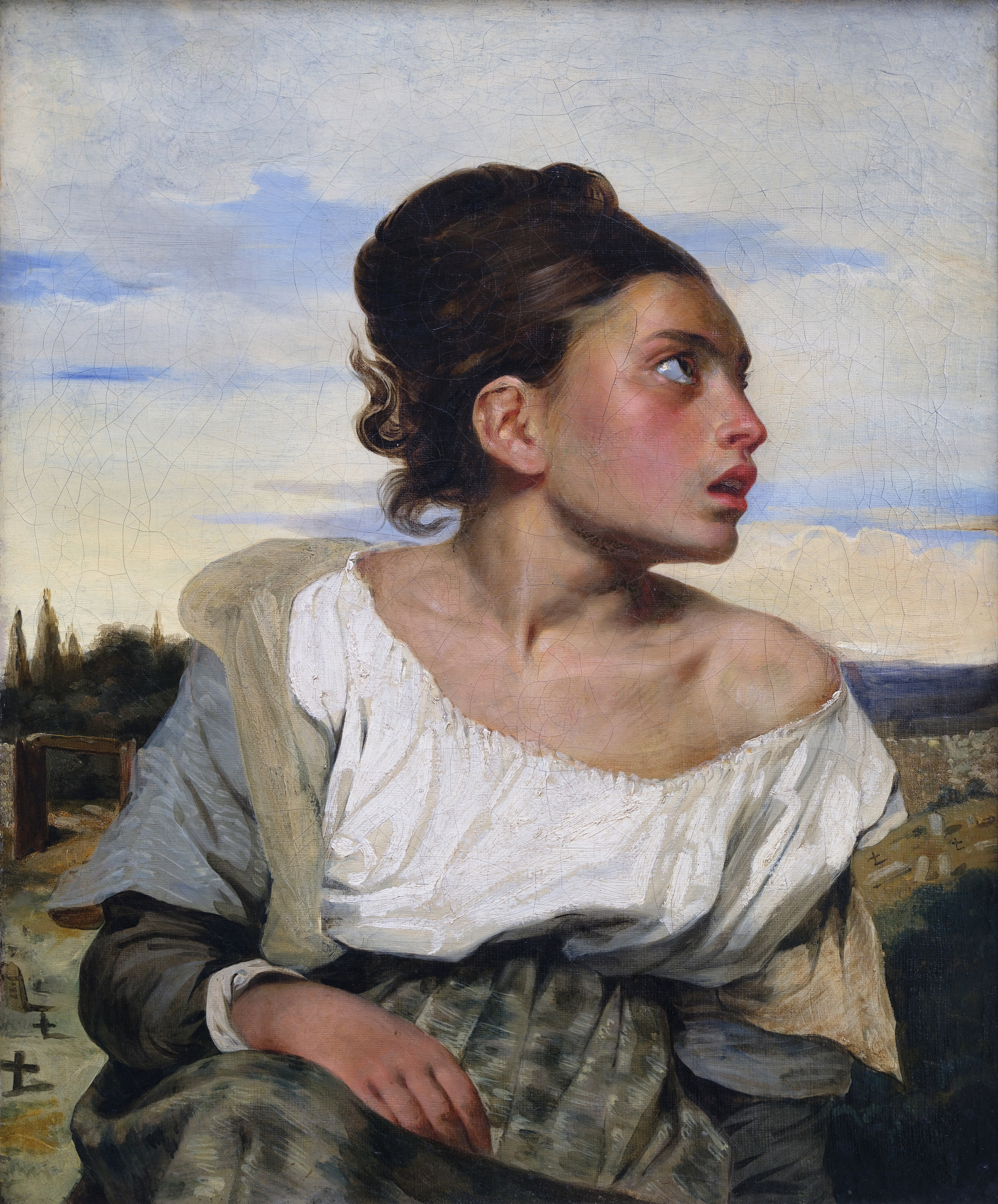
Jeune orpheline au cimetière
Etude préparatoire, 1824
Musée du Louvre, Paris

## Accueil du tableau par les critiques
Exposée au Salon de 1824, la toile est achetée par la Direction des Musées (Maison du Roi) pour la somme assez considérable de 6 000 francs. Delacroix obtient une médaille de deuxième classe, confirmant ainsi le succès de la Barque de Dante.